# Antelope (Schiff, 1930)
HMS Antelope (H36) war ein Zerstörer der A-Klasse der britischen Royal Navy. Der 1930 fertiggestellte Zerstörer wurde im Zweiten Weltkrieg zuletzt vorrangig zur U-Boot-Abwehr eingesetzt und war an der Versenkung von drei U-Booten beteiligt. Das Schiff wurde mit den Battle Honours „Atlantic 1939–44“, „Bismarck Action 1941“, „Malta Convoys 1942“ und „North Africa 1942“ ausgezeichnet.
Die Antelope war einer der drei Zerstörern der Klasse, die den Krieg überstanden. 1946 wurde der Zerstörer abgebrochen.

## Geschichte des Schiffes
Das Schiff lief am 27. Juli 1929 als Teil der ersten Zerstörerklasse der Royal Navy, die nach Ende des Ersten Weltkriegs gebaut wurde, bei Hawthorn Leslie in Hebburn, Newcastle upon Tyne, vom Stapel. Die Erfahrungen mit zwei vorher von Thornycroft bzw. Yarrow gebauten Prototypen Amazon und Ambuscade flossen in die Planung und den Bau ein. In Dienst gestellt wurde der Neubau am 20. März 1930 als elftes Schiff der Navy mit dem Namen Antelope. Zuletzt hatte ein Torpedokanonenboot der Alarm-Klasse von 1893 bis 1919 den Namen geführt, das seit 1910 jedoch nur noch als Hafenschiff diente.
Antelope bildete zunächst gemeinsam mit ihren Schwesterschiffen die „3rd Destroyer Flotilla“, die der Mediterranean Fleet zugeordnet wurde. Nach dem Ausbruch des Spanischen Bürgerkriegs diente die Active ab September 1936 mit der Flottille im westlichen Mittelmeer, um britische Interessen zu schützen und Waffenlieferungen an die Kriegsparteien zu unterbinden. Nach einer Kollision wurde der Zerstörer in Malta repariert, dann aber in die Heimat verlegt, da die neueren Zerstörer der I-Klasse Antelope und ihre Schwesterschiffe bei der „3rd Destroyer Flotilla“ in der Mediterranean Fleet ersetzten. Die Schiffe der A-Klasse wurden überholt und der Reserve zugewiesen. Antelope kam im Februar 1937 zur Reserve und verblieb bis zum Kriegsausbruch in Portsmouth.

### Kriegseinsätze
Bei Kriegsbeginn wurde das Schiff in der 18. Flottille im Ärmelkanal und zur Sicherung der südlichen Zufahrtswege zu den Britischen Inseln eingesetzt. Zu den Aufgaben gehörte auch die Sicherung von Geleitzügen in diesem Bereich, wozu insbesondere auch die Truppentransporte nach Frankreich zu rechnen waren. Dabei gelang es am 5. Februar 1940, das deutsche U-Boot U 41 südlich von Irland zu versenken.
Im April 1940 wurde der Zerstörer bei der versuchten Abwehr der deutschen Landung in Norwegen (Unternehmen Weserübung) zur Deckung von Schiffen der Home Fleet eingesetzt. Am 19. April begleitete die Antelope den bei Namsos durch die Luftwaffe beschädigten französischen Kreuzer Emile Bertin nach Scapa Flow. Anschließend sicherte sie mit den Zerstörern Acheron und Beagle die Verlegung des Flugzeugträgers Glorious zu der vor der norwegischen Küste operierenden Trägergruppe.
Am 13. Juni fiel die Antelope für den weiteren Dienst bei der Trägergruppe aus, als sie bei der Sicherung des Trägers Ark Royal auf dem Anmarsch zu einem Angriff auf Trondheim bei dichtem Nebel mit der Electra kollidierte. Wegen der notwendigen Reparatur fiel der Zerstörer fast zwei Monate aus. Der geplante Einsatz bei dem Landungsunternehmen in Dakar (Operation Menace) entfiel, da der Zerstörer den kurz nach dem Auslaufen des Verbandes durch einen Torpedotreffer beschädigten Kreuzer Fiji zum Clyde zurückgeleiten musste.
Das Schiff wurde dann der in Greenock stationierten 12. Zerstörerflottille zugeteilt, deren Einheiten hauptsächlich zum Geleitdienst im Bereich der nordwestlichen Zugangswege der Britischen Inseln eingesetzt wurden. Als Teil der Deckung des westgehenden Geleits OB 237 gelang es Antelope gemeinsam mit dem Schwesterschiff Achates am 2. November 1940 nordwestlich von Irland, U 31 zu versenken. Antelope nahm die 43 Überlebenden des U-Boots an Bord. Bei dem Versuch, das von der Besatzung verlassene sinkende U-Boot zu entern, kam es zu einer Kollision mit erheblichen Schäden am Zerstörer.

### Einsätze 1941
Im März 1941 wurde der Zerstörer der 3. Zerstörerflottille zugeteilt, welche die Einsätze der Home Fleet sicherte. Dazu gehörten auch Einsätze zum Schutz der Minenleger, die die Northern Barrage verstärkten. Dabei handelte es sich um Minenfelder von den Orkneys über die Färöer und Island bis zur Dänemarkstraße, die den deutschen Überwasserschiffen und U-Booten den Zugang zum Atlantik erschweren sollten.

Im Mai 1941 war das Schiff an der Suche nach dem deutschen Schlachtschiff Bismarck beteiligt (Unternehmen Rheinübung). Antelope war Teil des Flottenverbandes um den Schlachtkreuzer Hood und das Schlachtschiff Prince of Wales mit den Zerstörern Electra, Anthony, Echo, Icarus und Achates, der von Scapa Flow ins Seegebiet südlich von Island lief. Nach dem Gefecht mit den deutschen Schiffen am Ausgang der Dänemarkstraße suchte der Zerstörer vergeblich nach Überlebenden der Hood. Nach einer Treibstoffergänzung auf Island wurde der Zerstörer der Sicherung der Victorious zugeteilt und blieb in den folgenden Wochen vor Island im Einsatz.

Am 25. Juni 1941 schleppte die Anthony, gesichert und unterstützt von der Antelope, ihr Schwesterschiff Achates nach Island. Die Achates war nach einem Maschinenausfall durch verschmutzten Treibstoff in ein britisches Minenfeld der „Northern Barrage“ getrieben und hatte durch die Explosion einer britischen Seemine ihren Bug verloren. Bei dem Unfall hatten auch 63 Mann der Besatzung der Achates ihr Leben verloren und weitere 25 waren erheblich verletzt. Nach einer Notreparatur in Island sollte die Antelope einen Schlepper mit dem schwerbeschädigten Schwesterschiff zur endgültigen Reparatur zum Tyne begleiten. Die Schleppreise musste an den Färöern zu einer weiteren Notreparatur unterbrochen werden, da der Restrumpf dem Wetter nicht mehr gewachsen war. Antelope verlegte nach Scapa Flow und kam zu zwei weiteren Einsätzen im Nordmeer. Der Zerstörer sollte an zwei geplanten Kommandounternehmen teilnehmen. Während eine geplante Besetzung der portugiesischen Azoren vorerst aufgegeben wurde, fand ein Vorstoß nach Spitzbergen statt. Die dort von Russen und Norwegern betriebenen Kohlenbergwerke wurden evakuiert und für eine befürchtete Nutzung durch die Deutschen unbrauchbar gemacht. Die als Operation Gauntlet bezeichnete Aktion begann Mitte August. Antelope sicherte mit den Zerstörern Anthony und Icarus während der Aktion den eingesetzten Truppentransporter Empress of Australia (ehemals Tirpitz), den sie mit den evakuierten sowjetischen Bergarbeiten auch nach Archangelsk begleiteten. Anschließend kam die Antelope Ende September 1941 als Sicherung auch noch in der ersten Phase beim ersten Regel-Nordmeergeleit PQ 1 zum Einsatz.
Von November 1941 bis zum Februar 1942 wurde der Zerstörer dann instand gesetzt.

### Einsätze 1942
Der überholte Zerstörer wurde im Februar 1942 der „23rd Escort Group“ in Greenock für die Sicherung von Nordatlantikgeleitzügen zugeteilt. Schon im März verlegte er dann als Sicherung des Truppengeleits WS 17 vom Clyde nach Gibraltar. Dort wurde der Zerstörer der „13th Destroyer Flotilla“ zugeteilt und kam mit der Force H im Mittelmeer zum Einsatz. Er diente als Eskorte für Flugzeugträger (Wasp, Eagle), von denen Spitfire-Jagdflugzeuge nach Malta geflogen wurden, und für Konvois, die meist Kriegsmaterial für die britischen Truppen in Nordafrika und Versorgungsgütern für Malta transportierten. Bei der Operation Harpoon im Juni schleppte die Antelope den durch Luftangriffe der Achsenmächte auf der Höhe von Kap Bon schwer beschädigten Leichten Kreuzer Liverpool zurück nach Gibraltar. Die Antelope war im August an der Operation Pedestal beteiligt, mit der erstmals seit sechs Monaten einige Versorgungsfrachter bis Malta geleitet werden konnten. Bei den Luftangriffen auf den Konvoi leicht beschädigt, verlegte die Antelope anschließend nach Freetown und sicherte von dort oder Bathurst, heute Banjul passierende Geleitzüge.
Im November 1942 verlegte der Zerstörer zur Operation Torch wieder nach Gibraltar und geleitete dann Nachschubkonvois für die im Rahmen der Operation Torch in Französisch-Nordafrika gelandeten alliierten Truppen.

### Weiteres Schicksal
Am 19. Januar 1943 konnte die Antelope mit der kanadischen Korvette Port Arthur das italienische U-Boot Tritone vor der algerischen Küste bei Bougie versenken.
Nach der Verstärkung der U-Boot-Abwehr- und Flugabwehr-Bewaffnung zulasten der Hauptartillerie und eines Torpedorohrsatzes wurde der Zerstörer von Frühjahr 1943 bis August 1944 zur Sicherung von Geleitzügen im Atlantik und Mittelmeer meist von Gibraltar als Basis eingesetzt. Im September 1944 kehrte der Zerstörer wieder nach Portsmouth zurück und wurde Anfang Oktober 1944 am Tyne außer Dienst gestellt. Angesichts des Alters des Zerstörers, des Zustandes seiner Maschinenanlage und der steigenden Anzahl neu in Dienst gestellter Geleitfahrzeuge wurde das Schiff im Januar 1945 der Reserveflotte zugeordnet.
Im Januar 1946 wurde HMS Antelope zum Abbruch nach Blyth verkauft.